# Élodie Ouédraogo
Élodie Ouédraogo, född den 27 februari 1981 i Saint-Josse-ten-Noode är en belgisk friidrottare som tävlar i kortdistanslöpning och häcklöpning. Fram till år 2000 tävlade hon för Burkina Faso.
Ouédraogos första internationella mästerskap var VM 2007 i Osaka där hon slutade sexa i sitt försökslopp på 400 meter häck och därmed inte tog sig vidare till final. Vid VM 2007 ingick hon tillsammans med Olivia Borlée, Hanna Mariën och Kim Gevaert i det belgiska stafettlag på 4 x 100 meter som slutade trea efter USA och Jamaica.
Samma stafettlag deltog vid Olympiska sommarspelen 2008 och blev där silvermedaljörer efter Ryssland.